# Bonifácio Piccinini
Dom Bonifácio Piccinini, S.D.B. (Luiz Alves, 13 de maio de 1929 - Cuiabá, 28 de novembro de 2020) foi um bispo católico, Arcebispo Emérito de Cuiabá.
Piccinini morreu em 28 de novembro de 2020, aos 91 anos de idade.